# مقاطعة بشروية
مقاطعة بشرویة (بالفارسية: شهرستان بشرویه) هي مقاطعة تقع في إيران في خراسان الجنوبية.